# Eremaphanta zhelochovtsevi
Eremaphanta zhelochovtsevi är en biart som beskrevs av Popov 1957. Eremaphanta zhelochovtsevi ingår i släktet Eremaphanta och familjen sommarbin. Inga underarter finns listade i Catalogue of Life.